# 彼得斯堡湖 (伊利諾伊州)
彼得斯堡湖（英語：Lake Petersburg）是位於美國伊利諾伊州默納德縣的一個人口普查指定地區。

## 地理
彼得斯堡湖的座標為39°59′01″N 89°59′43″W / 39.98361°N 89.99528°W，而該地最高點為海拔高度182米（即597英尺）。

## 人口
根據2010年美國人口普查的數據，彼得斯堡湖的面積為5.28平方千米，當中陸地面積為4.57平方千米，而水域面積為0.71平方千米。當地共有人口719人，而人口密度為每平方千米136.17人。